# Clarkston (Míchigan)
Clarkston (oficialmente llamada City of the Village of Clarkston) es una ciudad ubicada en el condado de Oakland en el estado estadounidense de Míchigan. En el Censo de 2010 tenía una población de 882 habitantes y una densidad poblacional de 665,12 personas por km².

## Geografía
Según la Oficina del Censo de los Estados Unidos, Village of Clarkston tiene una superficie total de 1.33 km², de la cual 1.14 km² corresponden a tierra firme y (14.26%) 0.19 km² es agua.

## Demografía
Según el censo de 2010, había 882 personas residiendo en Village of Clarkston. La densidad de población era de 665,12 hab./km². De los 882 habitantes, Village of Clarkston estaba compuesto por el 97.73% blancos, el 0.23% eran afroamericanos, el 0.11% eran amerindios, el 0.57% eran asiáticos, el 0% eran isleños del Pacífico, el 0.45% eran de otras razas y el 0.91% pertenecían a dos o más razas. Del total de la población el 1.81% eran hispanos o latinos de cualquier raza.